# هیرومی نیشیکاوا
هیرومی نیشیکاوا (انگلیسی: Hiromi Nishikawa؛ زادهٔ ۱ ژانویهٔ ۱۹۷۲) صداپیشه اهل ژاپن است.